# Rue Xinmin (métro de Nanning)
Xinmin Lu (chinois : 新民路站 / pinyin : Xīnmín lù zhàn / zhuang : Camh Roen Sinhminz) est une station de métro de la ligne 1 du métro de Nanning. Ouverte le 28 décembre 2016, la station comprend quatre entrées et une seule plateforme.

## Situation ferroviaire

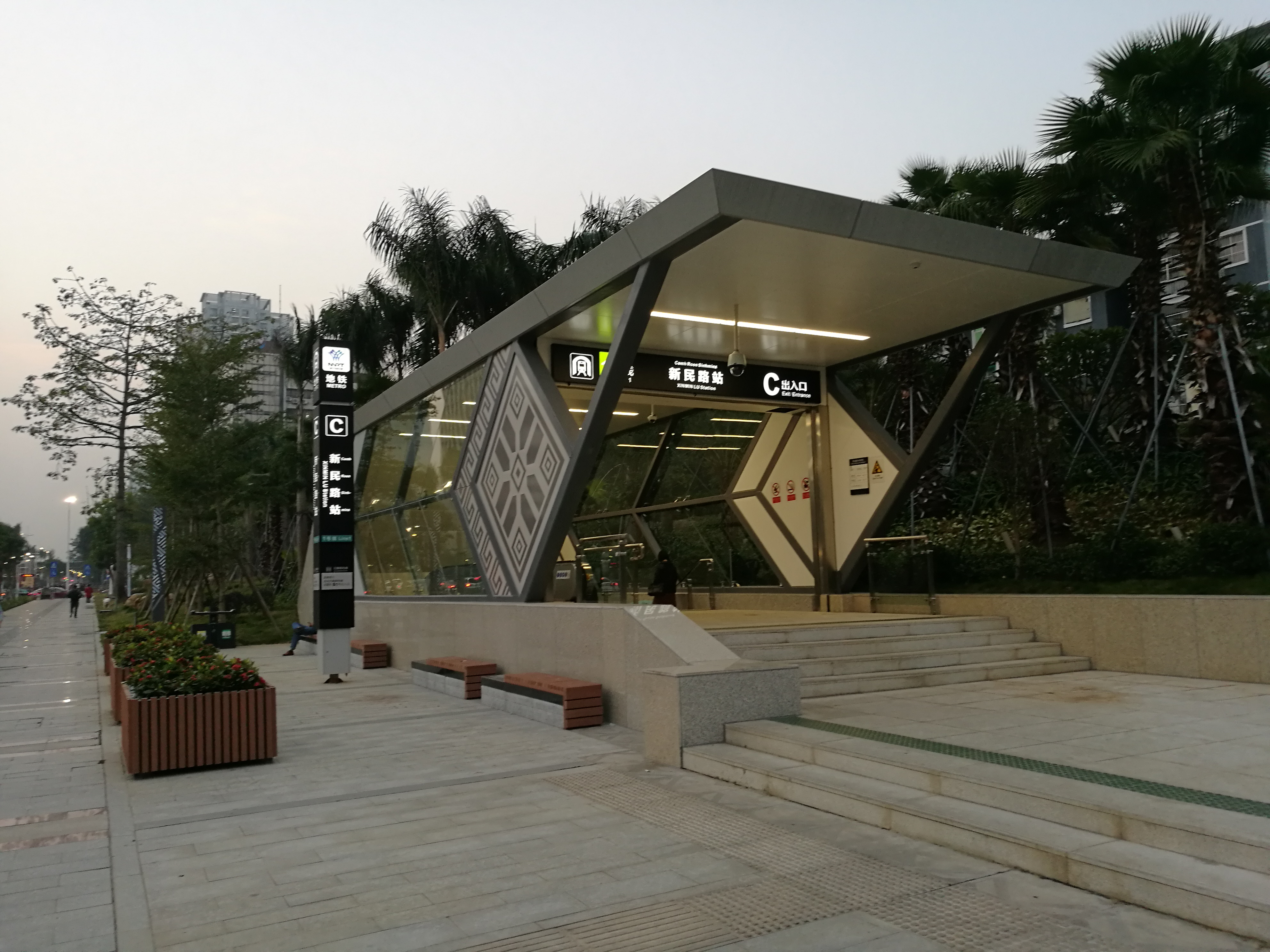
Sortie C.

La station est située dans le district de Qingxiu de la ville de Nanning et est la treizième station à partir de Shibu (treizième à partir de la gare de Nanning est). Elle est située de part et d'autre du boulevard Minzu dadao.

## Histoire
La station est ouverte le 28 décembre 2016. Le 9 août 2019, un homme armé d'un couteau est entré dans la station et a pris en otage une femme, ce qui a nécessité l'intervention du bureau de la sécurité publique. L'incident s'est produit proche de l'entrée A, et après deux heures, le suspect a été abattu par la police à 19h10. La femme a été secourue et la police a conclu que l'homme a visé des personnes au hasard.

## Service des voyageurs

### Horaires
Accessible les sept jours de la semaine, la station est ouverte de 6h00 à 23h00. De 7h30 à 9h00 et de 17h30 à 19h30, le métro y passe aux 6 minutes et demie, tandis qu'il passe aux 7 minutes le reste de la journée. Les premiers et derniers passages en direction de Shibu sont à 6h40 et 22h55, tandis que ceux en direction de la gare de Nanning est sont à 6h44 et 22h58.
La station est desservie par les autobus 1, 6, 8, 32, 33, 34, 39, 45, 79, 205, 706, et deux autres lignes.

### Entrées et sorties
La station est accessible par quatre entrées différentes, de part et d'autre du boulevard Minzu Dadao. La sortie B1 comprend un ascenseur pour les personnes handicapées.
| Numéro                                         | Destinations proches |
| ---------------------------------------------- | --- |
| Sortie A                                       | Minzu Dadao (boulevard des Nationalités), Nanhuan Lu (rue périphérique sud), You'ainan Lu (rue You'ai sud), Gonghe Lu (rue Gonghe), Édifice de la Finance, Centre du commerce international |
| Sortie B1                                      | Jingwen Jie (rue Jingwen), École intermédiaire Xinmin, Bâtiment des télécommunications, Dortoirs de l'Institut de recherche sur les beaux-arts du Guangxi                                   |
| Sortie B2                                      | Minzu Dadao (boulevard des Nationalités), Xinmin Lu (rue Xinmin), École intermédiaire No. 2 (en), Musée des sciences et technologies du Guangxi                                             |
| Sortie C                                       | Viaduc de Xinmin, Dongge Lu (rue Dongge), Place des nationalités, Hôpital orthopédique du Guangxi                                                                                           |
| Légende： Ascenseur pour personnes handicapées | |

### Desserte et structure
La gare a deux étages au-dessous du sol et ses trois entrées sont au niveau du sol. Le premier sous-sol contient les divers commerces et postes de services, tandis que le quai d'embarquement se situe au second.
| Niveau 0   | Entrées et sorties                                           | Entrées et sorties                                         |
| Sous-sol 1 | Salle d'accueil                                              | Service à la clientèle, boutiques et guichet libre-service |
| Sous-sol 2 |                                                              | Ligne 1 Voie 1 : En direction de Shibu                     |
| Sous-sol 2 | Quai central                                                 |                                                            |
| Sous-sol 2 | Ligne 1 Voie 2 : En direction de la Gare de Nanning-est (zh) |                                                            |